# McLaren MP4-12C
La McLaren MP4-12C è un'automobile di tipo Gran Turismo costruita dall'omonima casa automobilistica britannica. È stata presentata il 9 settembre 2009 per essere commercializzata dal 2011 al 2014, quando ha preso il suo posto la McLaren 650S. Rappresenta il ritorno di questo costruttore nel settore delle vetture sportive stradali dopo la produzione, negli anni novanta, della McLaren F1.

## Il nome
La vettura che in fase progettuale era siglata originariamente P11, è stata poi ribattezzata da Ron Dennis con il nome MP4-12C, in omaggio alla propria monoposto MP4-12 di Formula 1 stagione 1997, con la quale la scuderia inglese tornò al successo nei Gran Premi dopo alcuni anni sottotono, grazie anche al connubio con la Mercedes-Benz, la nuova livrea argentata delle monoposto riportò in auge il fascino delle Frecce d'argento. La lettera "C" sta per Carbon e fa riferimento al telaio costituito da una monoscocca in fibra di carbonio, materiale con cui è realizzata anche parte della carrozzeria.
Dalla fine del 2012 viene rinominata semplicemente 12C, così anche la variante 12C Spider e la versione da corsa 12C GT3.

## Descrizione tecnica

### Motore

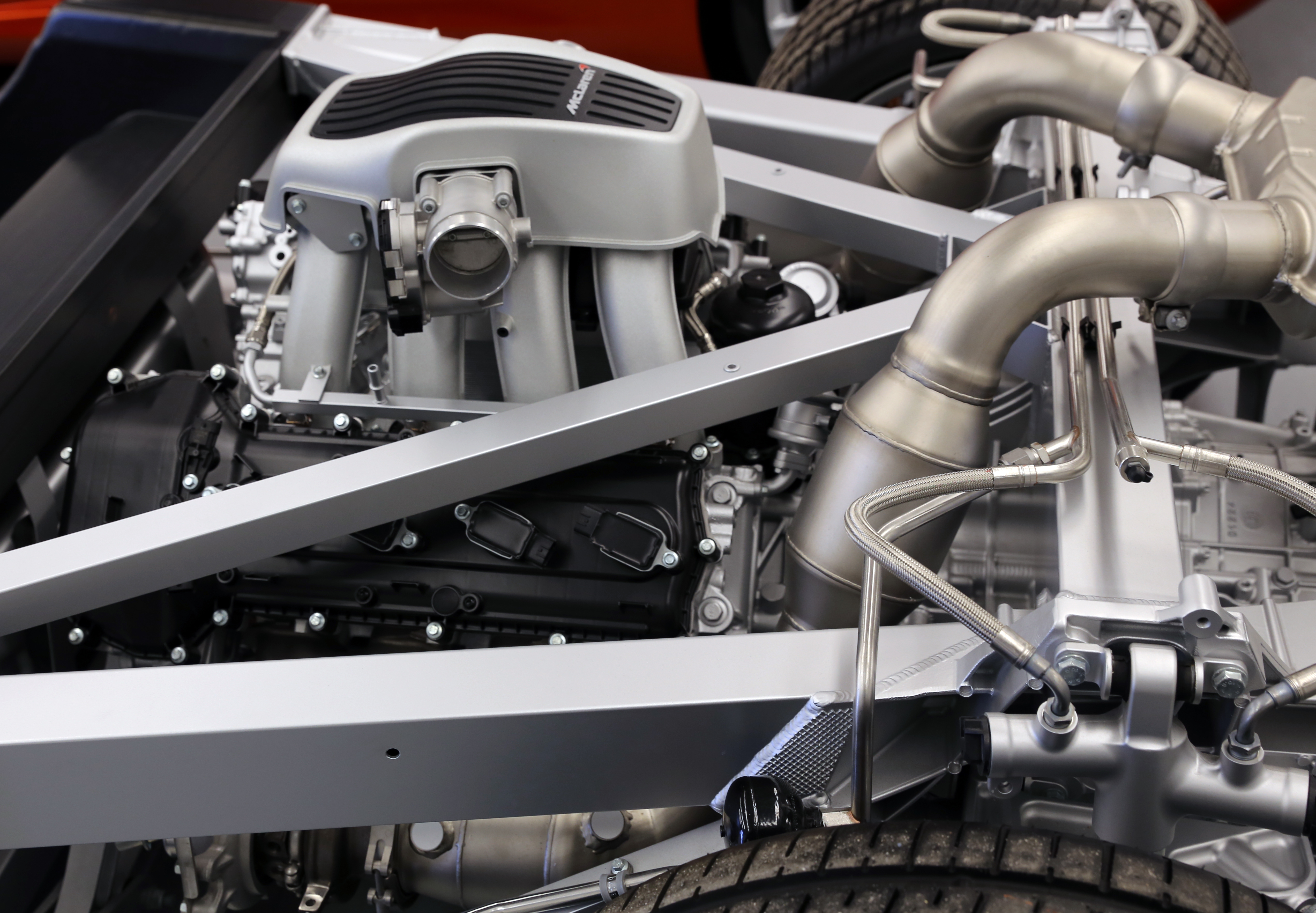
Dettaglio della parte posteriore di una 12C; notare il vano motore contenente il propulsore e il telaio in metallo che sostiene le sospensioni

La vettura è spinta da un motore V8 siglato M838T, rivisto da Ricardo su indicazione dalla McLaren stessa, partendo da un motore Nissan concepito per le competizioni di durata, siglato VHR35, montato a suo tempo su sport prototipi e utilizzato alla 24 Ore di Le Mans 1998. Di questo motore la versione montata sulla McLaren stradale condivide il basamento, l'alesaggio e la sovralimentazione biturbo, mentre la corsa è stata aumentata di circa l'8%.
Ovviamente il motore è stato opportunamente rivisto sotto vari aspetti per rendere omologabile un motore nato per le corse: nell'impianto di sovralimentazione, nei diagrammi di apertura delle valvole, nell'elettronica e nei collettori di scarico. È montato in posizione centrale longitudinale posteriore.

Il blocco motore e le testate sono realizzate in alluminio, le bancate formano un angolo di 90°, la cilindrata è di 3,8 litri, con albero motore piatto, lubrificazione a carter secco, distribuzione a doppio albero a camme in testa e 4 valvole per cilindro, è sovralimentato da 2 turbocompressori e sviluppa 600 CV a 7.500 giri al minuto e può raggiungere anche gli 8.500 giri al minuto, la coppia massima è di 600 Nm, un valore costante fra i 3.000 e i 7.000 giri/min, di cui l'80% è già disponibile a 2.000 giri/min; a detta della McLaren la MP4-12C è la vettura con il miglior rapporto potenza/CO2 emessi. È anche una delle poche vetture stradali sovralimentate a raggiungere gli 8.500 giri giri/min.

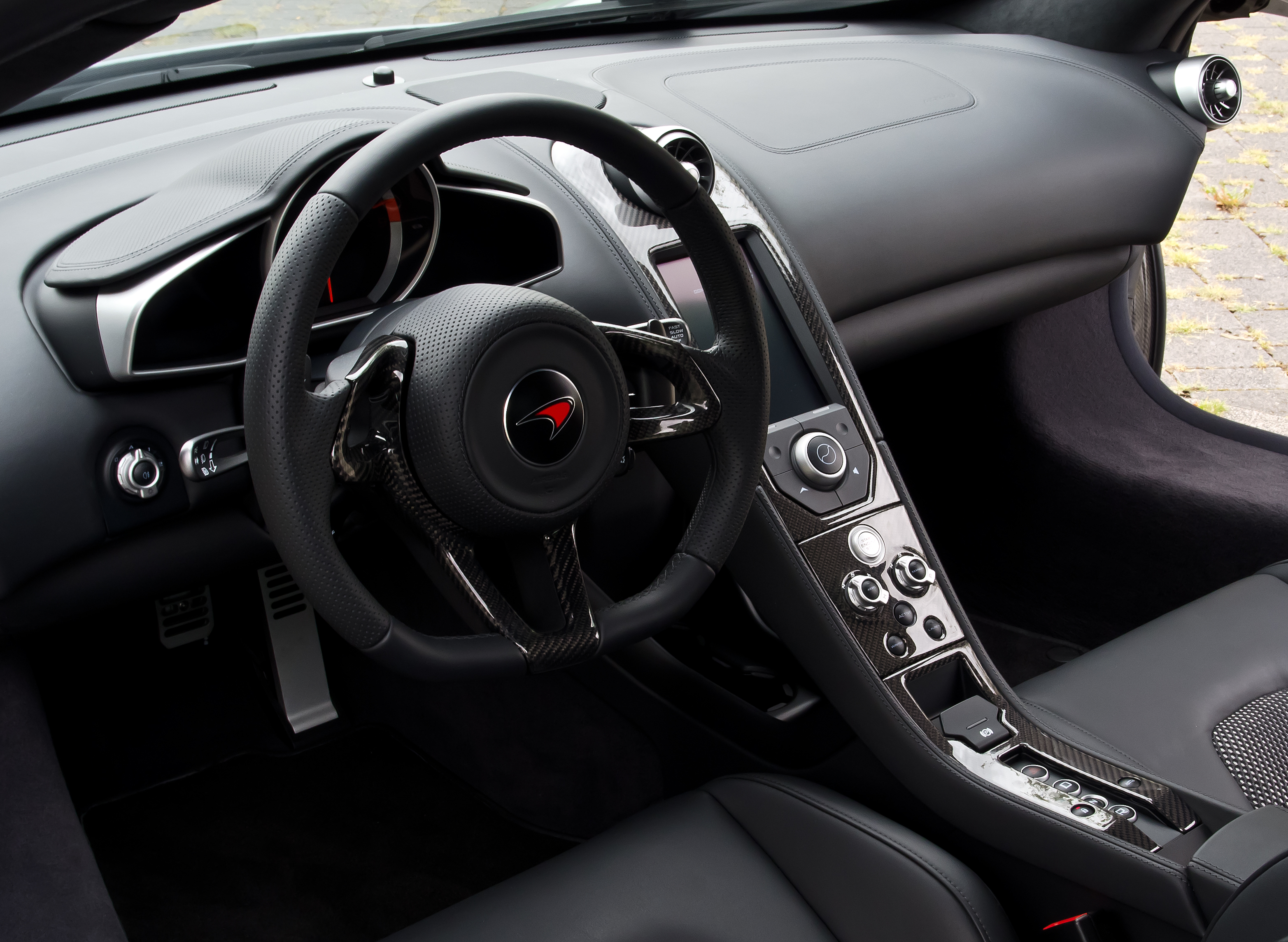
Posto guida di una 12C

### Trasmissione
La trasmissione è affidata ad un cambio automatico a 7 marce doppia frizione denominato Seamless Shift Gearbox che consente la possibilità di preselezionare il rapporto tramite le palette del cambio poste sul volante, ottenendo così cambiate multiple molto veloci. Questo cambio è prodotto dalla Oerlikon Graziano Trasmissioni, azienda specializzata nella produzione di trasmissioni per il settore automotive. Graziano produce trasmissioni anche per Audi, Lamborghini, Ferrari, Maserati e Aston Martin. Dispone inoltre del comando del Launch Control.

### Telaio

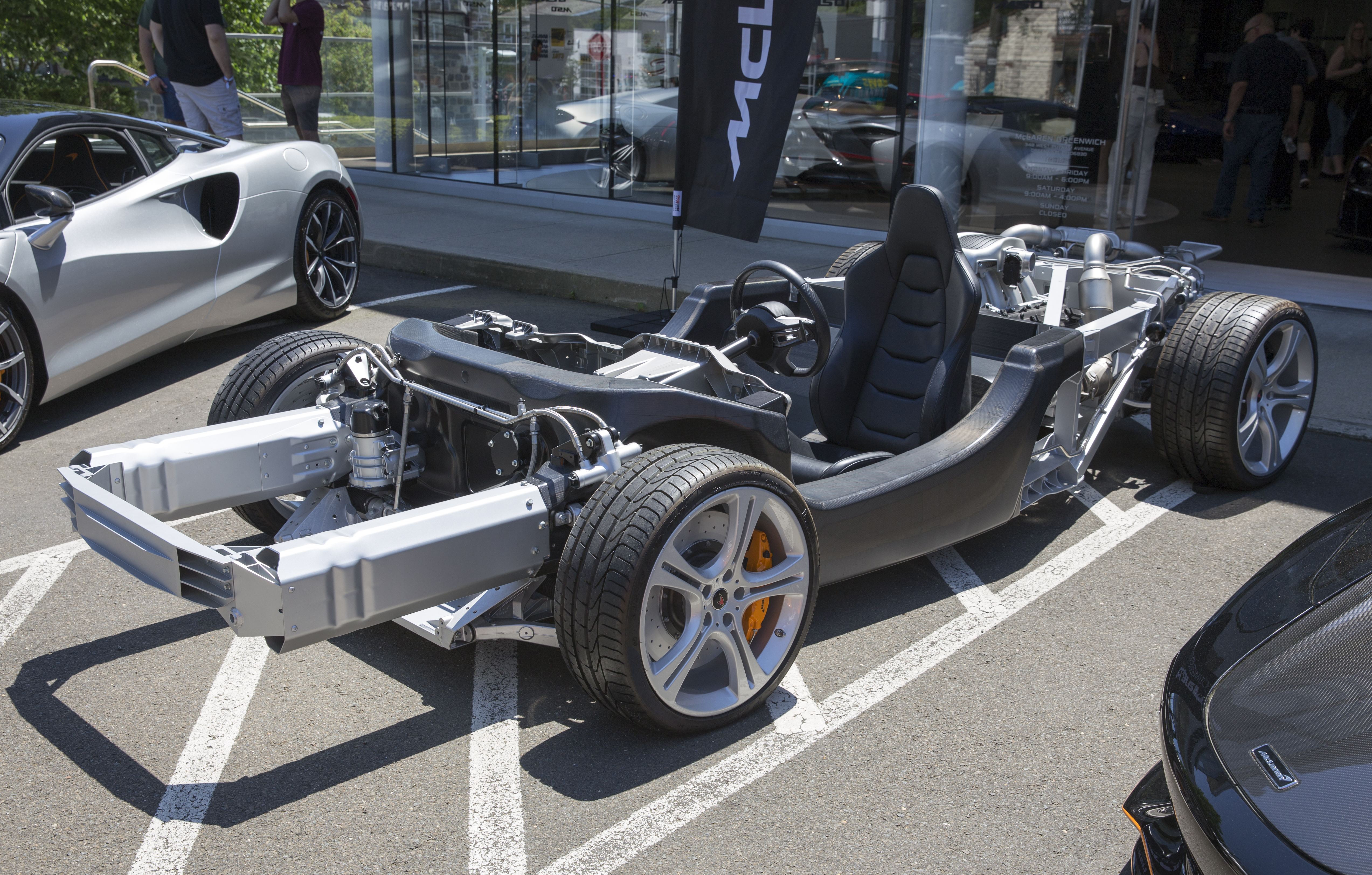
Telaio "a nudo" di una 12C; notare la scocca portante in fibra di carbonio a cui sono fissati le sospensioni e la barra deformabile anti-urto

Il telaio è una monoscocca realizzata in CFRP (Carbon Fiber Reinforced Plastic), diversa dalla fibra di carbonio utilizzata per i telai delle vetture di F1, il peso è di soli 80 kg, anche i pannelli della carrozzeria sono in compositi, questo ha permesso di contenere il peso della vettura che in ordine di marcia arriva a 1434 kg. Il serbatoio del carburante ha una capienza di 72 litri.

### Sospensioni
Le sospensioni hanno uno schema a doppi triangoli sovrapposti e gli ammortizzatori sono collegati tra loro idraulicamente e sono gestiti da una centralina elettronica: per questo la vettura non è dotata di barre antirollio, funzione che viene svolta proprio dagli ammortizzatori. Si possono selezionare 3 diverse tarature in base alle esigenze del guidatore o del fondo stradale: Normal, Sport e High Performance.

### Freni

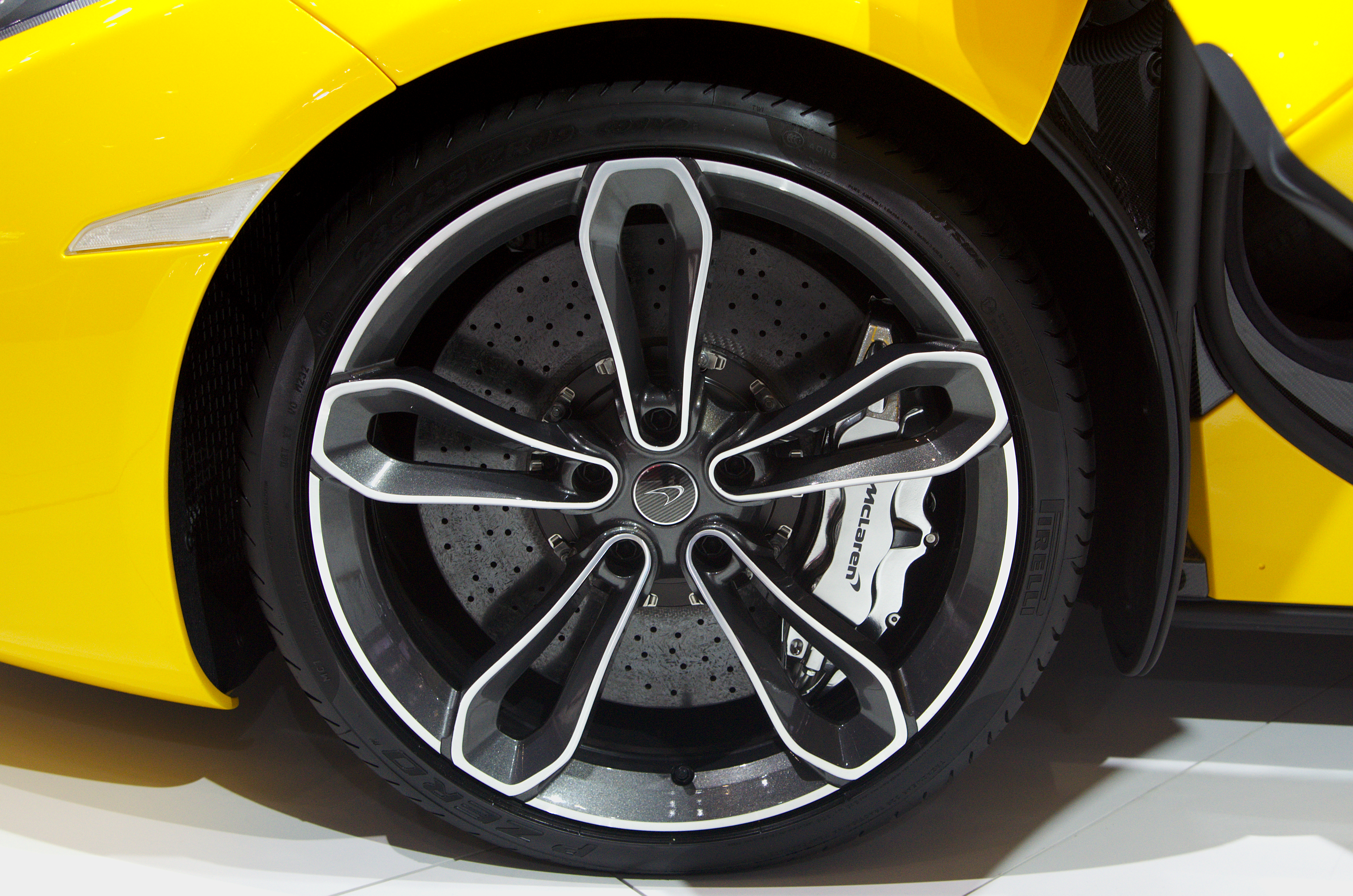
Dettaglio dei freni anteriori in carboceramica

Le campane dei dischi dell'impianto frenante sono in alluminio forgiato, e sono disponibili freni in carboceramica, per condizioni di guida estrema. Inoltre dispone anche di ABS e del sistema Brake Steer system che frenando la ruota posteriore interna nelle curve riduce il sottosterzo.

### Prestazioni
La velocità massima dichiarata è di 330 km/h, mentre per andare da 0 a 100 km/h impiega 3,3 secondi e da 0 a 200 km/h in 8,9 secondi. Anche in frenata le prestazioni sono notevoli, per frenare da una velocità di marcia di 100 km/h ed arrestarsi, sono sufficienti 30 metri come spazio di arresto.

## Evoluzione del 2013

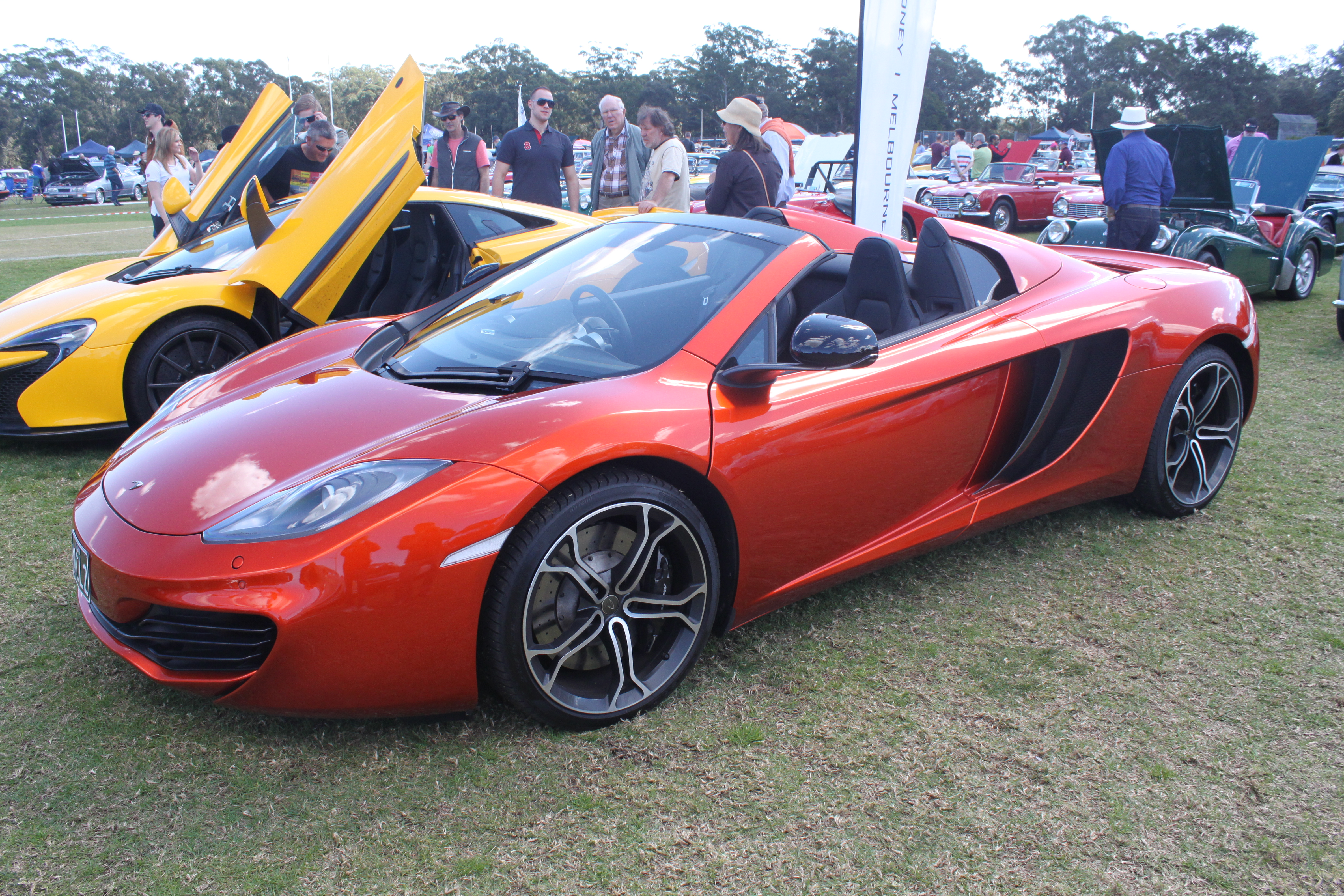
McLaren 12C Spider restyling del 2014

Nel 2012, la McLaren ha comunicato un restyling della MP4-12C previsto per il 2013. Questo consiste nell'aumento della potenza a 625 CV (25 in più della versione standard), lo scatto da 0 a 100 km/h viene coperto in 3,1 secondi (-0,2 secondi) e la velocità massima arriva a 333 km/h (+3 km/h), scatta da 0 a 200 km/h in 8,8 secondi e copre i 400 m sempre con partenza da ferma in 10,6 secondi con una velocità d'uscita di 219 km/h.
Vi sono poi alcune modifiche agli interni, come il pulsante per aprire la portiera dove prima avveniva attraverso un comando touch, che aveva dato innumerevoli problemi e l'opzione "AUTO LO" per il climatizzatore, il che consente di abbassare notevolmente il rumore prodotto dalle ventole, a prezzo di un raggiungimento più lento della temperatura impostata, oltre a un miglioramento del suono del motore. Tali elaborazioni venivano fornite gratuitamente ai possessori del modello 2012.

## McLaren Special Operations
La casa costruttrice inglese attraverso la sua divisione McLaren Special Operations, permette ai suoi clienti di personalizzare la propria MP4-12C proponendo ulteriori allestimenti, colorazioni e accessori.

## Varianti

### McLaren MP4-12C Spider

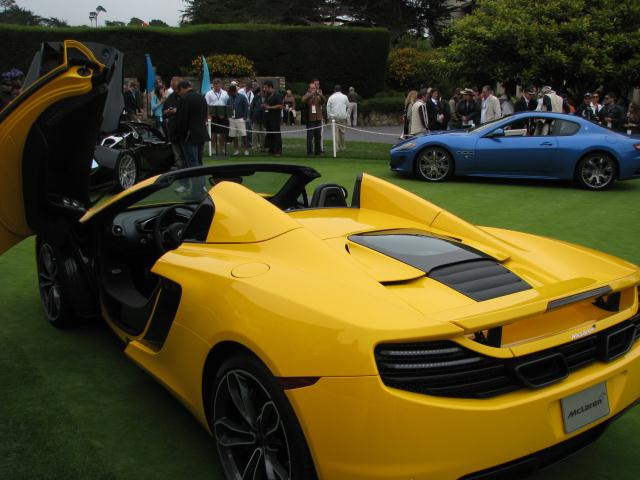
Posteriore di una McLaren MP4-12C Spider del 2012

Nel luglio 2012 la McLaren ha realizzato una versione spider della MP4-12C. La meccanica è rimasta invariata rispetto al modello coupé, mentre dal punto di vista estetico la vettura si caratterizza per il tettuccio che può aprirsi o chiudersi in 17 secondi tramite un comando elettronico posto sullo sportello del conducente. In virtù della modifica estetica e del peso che è stato aumentato di 40 kg rispetto alla versione base, l'auto ha prestazioni lievemente inferiori, con una velocità massima di 329 km/h, copre i 400 m con partenza da ferma in 10,8 secondi con una velocità di uscita di 216 km/h, scatta da 0 a 200 km/h in 9 secondi.

### X-1
Nell'agosto del 2012, la McLaren, tramite il suo programma Special Operations, ha realizzato una one-off basata sulla MP4-12C. Tale vettura, denominata X-1, mantiene inalterata la meccanica originale ma si presenta con un design della carrozzeria totalmente ridefinito, in quanto non solo è più lunga e larga della MP4-12C, ma è anche realizzata in carbonio e nickel.

## Versioni da corsa

### McLaren MP4-12C GT3

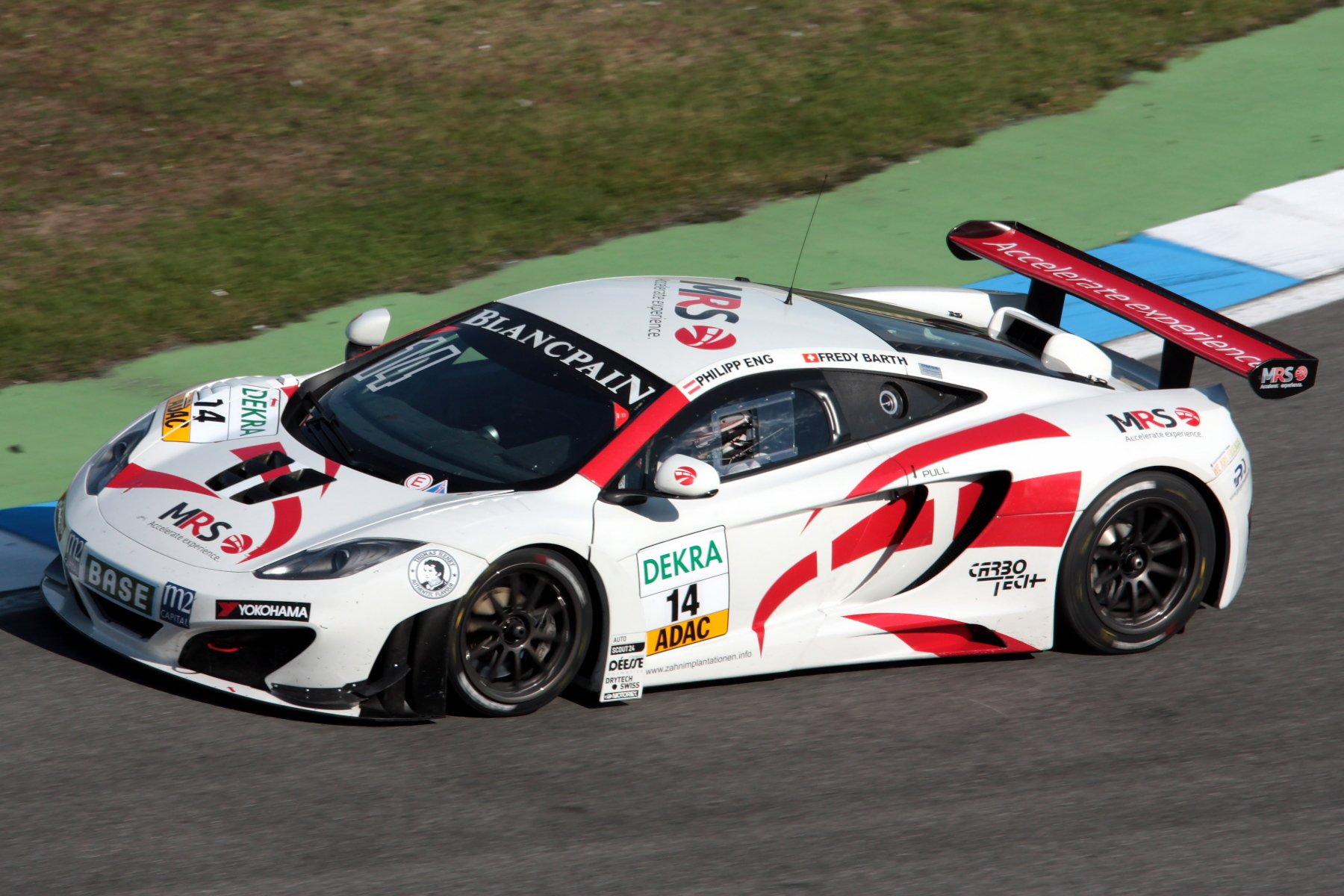
La McLaren MP4-12C GT3

Nel dicembre 2010, la McLaren annunciò l'intenzione di produrre un piccolo numero di MP4-12C in configurazione da corsa per competere nel Campionato Europeo FIA GT3. Le prime MP4-12C GT3 hanno gareggiato nel 2011 in alcune prove di campionato, per McLaren si trattava di un ritorno alle competizioni, dopo l'esperienza con la McLaren F1 GTR conclusasi nel 1999. Nel 2012, la McLaren aveva completato la produzione di 25 esemplari di MP4-12C GT3 con specifiche tecniche conformi per l'impiego nel Campionato FIA GT. Rispetto alla versione stradale, la GT3 dispone di meno potenza, limitata a 500 CV tramite flange sui condotti di aspirazione, il cambio è a 6 marce e pesa 80 kg in meno della versione di serie. A partire dal 2013, tali vetture saranno aggiornate con un nuovo kit aerodinamico, nuovi ammortizzatori e un nuovo sistema ECU per la gestione dell'elettronica. Di queste migliorie saranno beneficiarie anche le nuove vetture costruite, che le implementeranno di serie.